# Force aéronavale mexicaine
La force aéronavale mexicaine (en espagnol : Fuerza AeroNaval, FAN) est l'aviation navale de la marine mexicaine. La marine mexicaine est divisée en deux flottes navales : océan Pacifique et golfe du Mexique,.

## Histoire
Les racines de l'aéronautique navale pour le Mexique remontent à 1918, quand un biplan à flotteur indigène a été testé avec succès dans le port de Veracruz, l'appareil était piloté par Carlos Santa Ana. En 1926, un escadron d'hydravions a été conçu pour la marine mexicaine, mais ne comptait aucun personnel. Carlos Castillo Breton, est devenu le premier marin-pilote en 1927 après une formation aux États-Unis et au Mexique. Entre 1927 et 1943, quelques avions furent acquis, avec un total de sept officiers de marine qui ont obtenu leurs ailes, bien que certains d'entre eux rejoignirent l'Armée de l'air mexicaine. La Seconde Guerre mondiale a vu la création de l'école de l'aviation navale en 1943 à Las Bajadas.
Dans les années suivant la guerre, le rôle de l'aviation navale mexicaine a été orienté en tant que soutien au sol des unités navales dans la recherche et le sauvetage en mer, la patrouille côtière et l'assistance à la population en cas d'urgence ou de catastrophe.

### Modernisation
Dans les années 1990, la marine mexicaine a commencé à acquérir des aéronefs russes comme le Mil Mi-2, le Mil Mi-8 et le Antonov An-32B, et acheta également des hélicoptères de constructions française, américaine et allemande ainsi que des  L-90 Redigo finlandais. En 1999, la marine mexicaine lança un programme pour construire des avions et des hélicoptères légers à Las Bajadas, dans le Veracruz.
En 2001, l'aviation navale mexicaine rapporta qu'elle disposait de 118 avions, dont 68 à ailes fixes en 9 escadrons et 50 hélicoptères dans 9 escadrons, que ce soit dans des bases terrestres ou affectés à bord des bateaux de patrouille maritime et de frégates.

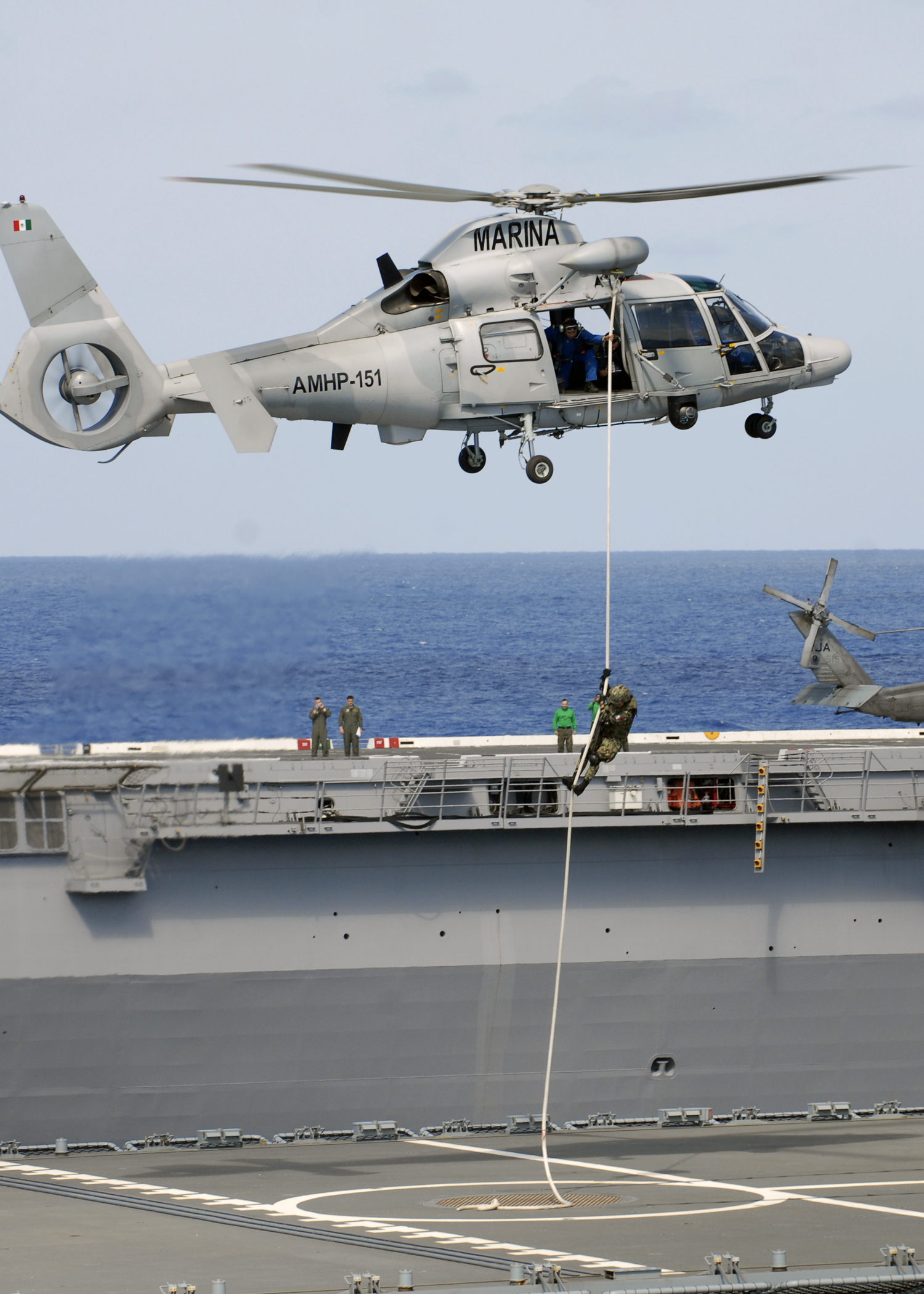
Descente en corde lisse de marines mexicains sur le pont d'envol du navire de ravitaillement Frankfurt am Main depuis un AS565MB Panther

L'un des achats les plus récents était trois E-2C Hawkeye, vendus d'occasion par l'Israël, le premier arrivant début juillet 2004. À la fin du même mois, les deux premiers C212-200 mis à jour reprirent l'air pour le Mexique, le reste étant mis à niveau à la BAN Las Bajadas. L'achat le plus récent est deux AS 565 Panther. Ces hélicoptères accompliront des tâches embarquées.

## Structure des forces en 2009
Le facteur de la position géographique du pays nécessite le déploiement d'unités et de l'installation aéronefs, permettant ainsi à la Marine mexicaine d'exercer sa puissance navale.
Force aéronavale du golfe du Mexique, quartier-général à Tuxpan
- BAN Campeche, Campeche
  - 1er escadron aéronaval d'interception et de reconnaissance, L-90TP, Sabre 60
  - 5e escadron de patrouille, C-212PM
  - 3e escadron de recherche et de sauvetage, Mi-8MTV-1, Mil Mi-17
- BAN Chetumal, Quintana Roo
  - 3e escadron aéromobile, d'observation et de transport, Mi-8MTV-1, Mil Mi-17
  - 1er escadron de patrouille, C-212PM, Lancair ES (en), MX-7 (en), Turbo Commander
- BAN Las Bajadas, Veracruz
  - 1er escadron aéronaval d'alerte rapide et de reconnaissance, E2C
  - 3e escadron de patrouille, An-32B
- BAN Tampico, Tamaulipas
  - 1er escadron de patrouille embarqué et de patrouille maritime, MD902, AS565MB, Bo105CBS
  - 1er escadron aéromobile, d'observation et de transport, Mi-8MTV-1, MD902

Force aéronavale du golfe du Mexique, quartier-général à Manzanillo
- BAN La Paz, Basse-Californie du Sud
  - 2e escadron de patrouille embarqué et de patrouille maritime, Bo105CBS
  - 2e escadron aéromobile, d'observation et de transport, Mi-8MTV-1
  - 2e escadron de patrouille, C-212PM, Lancair ES (en), MX-7 (en), Turbo Commander
  - École de l'aviation navale, MD-500E, Schweizer 300C (en), Zlín Z 42, R22, R44
- BAN Guaymas, Sonora
  - 1er escadron aéronaval de reconnaissance, L-90TP, MX-7 (en)
  - 5e escadron aéromobile, d'observation et de transport, Mi-8MTV-1
- BAN Lázaro Cárdenas, Michoacán
  - 5e escadron de recherche et de sauvetage, Bo105CBS, AS555AF
- BAN Acapulco, Guerrero
- BAN Salina Cruz, Oaxaca
  - 1er escadron de recherche et de sauvetage, AS555AF, Mi-2
- BAN  Tapachula, Chiapas
  - 2e escadron aéromobile, d'observation et de transport, Mi-8MTV-1
  - 4e escadron de patrouille, C-212PM, Lancair ES (en), MX-7 (en)
- BAN Mexico DF, Mexico
  - Escadron aéronavale de transport, Dash 8, Turbo Commander, Learjet